# José Tetteh Kofie Green-Harris
José Tetteh Kofie Green-Harris (* im 20. Jahrhundert) ist ein gambischer Politiker.

## Leben
| Parlamentswahl | Stimmen    | Stimmanteil |
| -------------- | ---------- | ----------- |
| 2002           | einstimmig | 100,00 %    |

José Tetteh Kofie Green-Harris trat als Kandidat der Alliance for Patriotic Reorientation and Construction (APRC) bei den Parlamentswahlen in Gambia 2002 im Wahlkreis Banjul Central an. Mangels Gegenkandidaten erlangte er einen Sitz in der Nationalversammlung. Bei den Wahlen 2007 trat Green-Harris nicht an.
Er war später Vorsitzender der Wahlkommission von Tansania und wurde als Teil des 23-köpfiges Beobachterteam der AU-Kommission, dass die Präsidentschafts- und Parlamentswahlen in Liberia beobachtete, berufen.